# 30 Batalion Łączności
30 batalion łączności (30 błącz) - samodzielny pododdział  łączności ludowego Wojska Polskiego.
Wchodził w skład 12 Korpusu Piechoty (1951-1953), a następnie 12 Korpusu Armijnego (1953-1956). Terytorialnie należał do Krakowskiego Okręgu Wojskowego. W 1955 został przekazany do 6 Dywizji Piechoty.
Stacjonował w Rzeszowie.

## Struktura organizacyjna
Dowództwo i sztab
- stacja szyfrowa
- kompania radiowa
  - pluton wozów dowodzenia
  - 1 pluton radiowy
  - 2 pluton radiowy
- kompania telefoniczno – telegraficzna
  - pluton transmisji informacji
  - pluton radioliniowo – kablowy
  - pluton łączności wewnętrznej i zasilania
- pluton łączności TSD
- Wojskowa Stacja Pocztowa
- pluton remontowy
- pluton zaopatrzenia
- pluton medyczny